# Treća Liga 2015
La Treća Liga 2015 è la 1ª edizione del campionato di football americano di terzo livello, organizzato dalla SAAF.

## Squadre partecipanti
| Club                   | Città     | Stadio | Sponsor ufficiale | Risultato nella stagione 2014 |
| ---------------------- | --------- | ------ | ----------------- | ----------------------------- |
| Jagodina Black Hornets | Jagodina  |        |                   |                               |
| Klek Knights           | Zrenjanin |        |                   |                               |
| Obrenovac Hawks        | Obrenovac |        |                   |                               |
| Šabac Sharks           | Šabac     |        |                   |                               |
| Sofia Bears            | Sofia     |        |                   |                               |
| Sombor Celtis          | Sombor    |        |                   |                               |

## Stagione regolare

### Calendario

#### 1ª giornata
| Jagodina 18 aprile 2015 | Jagodina Black Hornets | 6 – 39 (0-6 0-0 0-14 6-19) referto | Sofia Bears |  |

| 19 aprile 2015, ore 15:00 | Sombor Celtis | 15 – 6 (0-0 8-6 0-0 7-0) referto | Šabac Sharks |  |

#### 2ª giornata
| Zrenjanin 26 aprile 2015, ore 15:00 | Klek Knights | 0 – 20 (0-0 0-0 0-7 0-13) referto | Sombor Celtis | SC Mala Amerika (150 spett.) |

| Stubline 26 aprile 2015, ore 15:00 | Obrenovac Hawks | 8 – 27 (0-7 0-7 8-6 0-7) referto | Jagodina Black Hornets | (100 spett.) |

#### 3ª giornata
| 10 maggio 2015, ore 16:00 | Šabac Sharks | 19 – 2 | Klek Knights |  |

| Sofia 9 maggio 2015, ore 18:30 | Sofia Bears | 41 – 0 | Obrenovac Hawks |  |

#### 4ª giornata
| 24 maggio 2015, ore 16:00 | Šabac Sharks | 8 – 7 | Sombor Celtis |  |

| Sofia 24 maggio 2015, ore 18:30 | Sofia Bears | 0 – 22 (0-6 0-0 0-3 0-13) referto | Jagodina Black Hornets | (500 spett.) |

#### 5ª giornata
| Jagodina 28 maggio 2015, ore 17:00 | Jagodina Black Hornets | 47 – 16 (8-8 20-0 13-0 6-8) referto | Obrenovac Hawks | SC Glavnica (500 spett.) |

| Sombor 28 maggio 2015, ore 17:00 | Sombor Celtis | 26 – 0 (7-0 12-0 0-0 7-0) referto | Klek Knights | Gradski stadion (200 spett.) |

#### 6ª giornata
| 14 giugno 2015, ore 17:00 | Klek Knights | 6 – 14 | Šabac Sharks |  |

#### Recuperi 1
| Obrenovac 28 giugno 2015, ore 18:30 | Obrenovac Hawks | 0 – 46 (0-12 0-13 0-6 0-14) referto | Sofia Bears |  |

### Classifiche
Le classifiche della regular season è la seguente:
- PCT = percentuale di vittorie, G = partite giocate, V = partite vinte,  P = partite perse, PF = punti fatti, PS = punti subiti

#### Grupa Sever
| Pos. | Squadra       | PCT  | G | V | N | P | PF | PS |
| ---- | ------------- | ---- | - | - | - | - | -- | -- |
| 1    | Sombor Celtis | .750 | 4 | 3 | 0 | 1 | 68 | 14 |
| 2    | Šabac Sharks  | .750 | 4 | 3 | 0 | 1 | 47 | 30 |
| 3    | Klek Knights  | .000 | 4 | 0 | 0 | 4 | 8  | 79 |

#### Grupa Jug
| Pos. | Squadra                | PCT  | G | V | N | P | PF  | PS  |
| ---- | ---------------------- | ---- | - | - | - | - | --- | --- |
| 1    | Jagodina Black Hornets | .750 | 4 | 3 | 0 | 1 | 102 | 63  |
| 2    | Sofia Bears            | .750 | 4 | 3 | 0 | 1 | 126 | 28  |
| 3    | Obrenovac Hawks        | .000 | 4 | 0 | 0 | 4 | 24  | 161 |

## Verdetti
- Sombor Celtis e  Jagodina Black Hornets promossi in Druga Liga 2016